# Kamienica przy placu gen. Władysława Sikorskiego 1 w Krakowie
Kamienica przy placu gen. Władysława Sikorskiego 1 w Krakowie – zabytkowa kamienica narożna, położona przy placu gen. Władysława Sikorskiego 1 i ulicy Garncarskiej 18 w Krakowie na Piasku. 16 listopada 1993 została wpisana do rejestru zabytków nieruchomych.

## Historia
W 1927 roku z inicjatywy ks. Stanisława Sapińskiego powstało Towarzystwo Katolickich Domów Akademickich, które swoim patronatem objął książę metropolita Adam Sapieha. W 1928 roku wybrano pierwszy zarząd w następującym składzie: ks. Konstanty Michalski – prezes (w roku 1934 zastąpił go ks. Józef Kaczmarczyk), Ludwik Piotrowicz – wiceprezes, Franciszek Bielak – sekretarz, Jerzy Smoleński, ks. Ferdynand Machay, ks. Jan Masny – członkowie zarządu.
Jesienią 1928 dokonano wykopów pod fundamenty, a 18 listopada po sumie w kościele św. Anny abp Sapieha poświęcił kamień węgielny i tablicę pamiątkową. Koszty budowy pokryła kuria oraz – w większej mierze – prywatni ofiarodawcy. Towarzystwo zaciągnęło również pożyczki w Komunalnej Kasie Oszczędności Miasta Krakowa. Projekt domu wykonali krakowscy architekci – Tadeusz Stryjeński i Franciszek Mączyński. Z powodu kłopotów finansowych zdecydowano się jednak na zmianę architekta na Adama Ślęzaka, który zadowolił się dużo niższym honorarium.